# 紅綠聯盟 (瑞典)

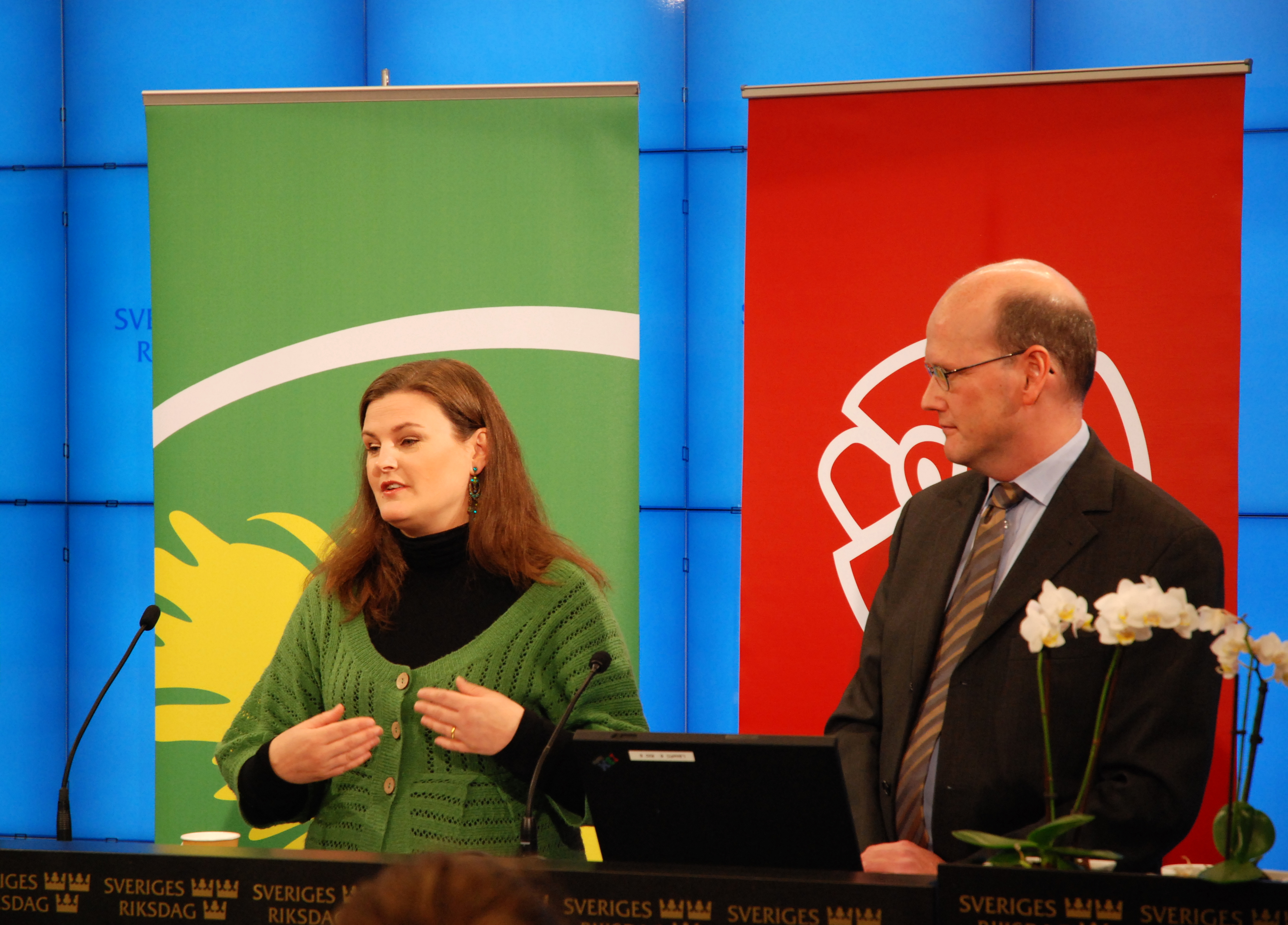
2008年10月，米凱拉·瓦爾特松（綠黨）和托馬斯·厄斯特羅斯（社民黨）聯合發表2009年影子預算案，當時左翼黨尚未加入合作

紅綠聯盟（瑞典語：De rödgröna）是瑞典的一个已不存在的政黨聯盟，於2008年12月7日正式成立，合作模式參照挪威的執政紅綠聯盟（2005－2013年由挪威工黨和挪威中間黨組成的中間偏左政黨聯盟）。聯盟由瑞典議會三個政黨組成，反對組成聯合政府的中間偏右瑞典聯盟。
儘管此聯盟已解散，其成員因政治光譜接近，仍會有積極合作。現時其運作模式為組成洛夫文內閣的社民黨及绿党作聯盟，左翼黨以非成員的身分支持。

## 成員黨
紅綠聯盟由三個政黨組成，包括：
- 瑞典社會民主工人黨（Sveriges socialdemokratiska arbetareparti），由莫娜·薩林領導，為一社會民主主義政黨，聯盟成立時在議會內佔有130席（37.2%）。
- 左翼黨（Vänsterpartiet），由拉爾斯·烏利領導，為一社會主義政黨，聯盟成立時在議會內佔有22席（6.3%）。
- 绿党，由佩特·埃里克松和瑪利亞·韋特斯蘭特發言，為一綠黨，聯盟成立時在議會內佔有19席（5.4%）。

## 背景
瑞典聯盟於2006年大選獲勝，歸功於四個政黨之間的合作，紅綠聯盟因而效法。聯盟的成立是一大進步，因為執政社民黨一直懷疑與左翼黨合作關係太過緊密，而左翼黨在1990年前更被視為共產黨。2006年大選前，社民黨的少數派政府與綠黨合作較與左翼黨緊密。
2008年10月，社民黨和綠黨宣布更深入合作，並發表2009年影子預算案。12月，左翼黨加入合作，紅綠聯盟成立。
三黨在2010年瑞典大選中分別參選，選舉前就一些重大領域達成共識。聯盟的目標是在大選中取得過半數議席，並組成聯合政府。2010年大選，社民黨、綠黨及左翼黨在大選僅取得156席，不及瑞典聯盟的173席，終告失敗。2010年11月26日，聯盟正式宣告解散。
聯盟解散後，社民黨和綠黨維持合作關係，在2014年瑞典大選後，社民黨和綠黨組成少數派政府。